# Milos (regionální jednotka)
Milos (řecky: Περιφερειακή ενότητα Μήλου) je jednou ze 13 regionálních jednotek kraje Jižní Egeis v Řecku. Zahrnuje území obydlených ostrovů Kimolos, Milos, Polyaigos, Serifos a Sifnos a menších okolních neobydlených ostrovů v souostroví Dodekany. Hlavním městem je Milos. Břehy omývá Egejské moře.

## Administrativní dělení
Regionální jednotka Milos se od 1. ledna 2011 člení na 4 obce, které odpovídají hlavním obydleným ostrovům:

Poloha ostrovů Milos (1), Kimolos (2), Serifos (3), Sifnos (4)

| číslo na mapce | Obec    | řecky         | rozloha (km²) | počet obyvatel | hustota zalidnění | sídlo obce |
| -------------- | ------- | ------------- | ------------- | -------------- | ----------------- | ---------- |
| 1              | Milos   | Δήμος Μήλου   | 160,147       | 4 977          | 31,08             | Milos      |
| 2              | Kimolos | Δήμος Κιμώλου | 53,251        | 910            | 17,09             | Kimolos    |
| 3              | Serifos | Δήμος Σερίφου | 75,207        | 1 420          | 18,88             | Serifos    |
| 4              | Sifnos  | Δήμος Σίφνου  | 73,942        | 2 625          | 35,50             | Apollonia  |